# Institució Catalana de Genealogia i Heràldica
La Institució Catalana de Genealogia i Heràldica és una institució de recerca i una editorial especialitzada en temes de genealogia, heràldica, nobiliària, documentació familiar i genealògica i paleografia. També organitza cursos sobre aquests temes. Va ser fundada el 24 d'octubre de 2007 per l'actual president, Armand de Fluvià i Escorsa. Publica la revista Armoria. Des d'octubre de 2018, l'entitat és membre de la Confédération Internationale de Généalogie et d'Héraldique, amb corresponents a tot el món', en la que participa activament.
Com a editorial, la institució ha publicat obres d'Armand de Fluvià i Escorsa, Antoni Pladevall i Font, Ignasi Ametlla, Esteve Canyameres, Francesc Albardaner i Llorens i altres. Un dels èxits principals és el manual Qui eren els meus avantpassats?: Nou manual de genealogia (2009).